# Deng Japing
Deng Japing (kineski: 邓亚萍/鄧亞萍, pinyin: Dèng Yàpíng; Zhengzhou, Kina, 5. veljače, 1973.) je umirovljena kineska stolnotenisačica, četverostruka olimpijska pobjednica.
Japing je dominirala ženskim stolnim tenisom u periodu 1990.-97, kada je neprekidno bila rangirana kao broj 1 na ljestvici igračica. Osvojila je više medalja u stolnom tenisu nego ijedna druga igračica u povijesti, jer uz četiri olimpijska zlata ima i 18 naslova svjetske prvakinje. Njena posvemašnja supremacija očitovala se u činjenici da je redovito pobjeđivala i pojedinačno i u paru. Kinezi su je proglasili svojom sportašicom stoljeća.
Japing je prekinula s aktivnim igranjem u dobi od svega 24 godine. Nakon sportske karijere postala je članica je Međunarodnog olimpijskog odbora kao predstavnica Kine te članica brojnih drugih sportskih tijela u Kini.